# Альсултанов, Ислам Асхабович
Ислам Асхабович Альсултанов (род. 18 августа 2001, Орджоникидзевская, Ингушетия) — российский футболист, нападающий.
Воспитанник Академии футбола «Рамзан» (Грозный). В феврале 2018 года был внесён в заявку молодёжной команды «Ахмата». Первый матч в молодёжном первенстве провёл 7 мая — в гостевой игре против «Анжи» (2:0) вышел на замену на 87-й минуте. 18 октября 2020 года в гостевом матче против «Ростова» (0:3) дебютировал в РПЛ, выйдя на замену на 82-й минуте при счёте 0:1.
В январе 2024 года контракт с футбольным клубом «Ахмат» был расторгнут по согласию сторон.
Старший брат Имран также футболист.